# Stormtropis
Stormtropis es un género de arañas migalomorfas de la familia Paratropididae. Es endémica de Colombia, encontrándose en las Cordilleras centrales y orientales, en los bosques montanos de los valles de Magdalana y Cauca, entre las alturas de 1400 a 3400 m.

## Taxonomía
Fue descrita por Carlos Perafán, William Galvis y Fernando Pérez-Miles en 2019. Recibe su nombre en base a una declinación latina del sustantivo Stormtrooper, en referencia a los soldados de asalto del universo ficticio de las películas de Star Wars. Estos soldados son muy similares entre sí, con cierta capacidad de camuflaje pero con movimientos poco hábiles, al igual que los miembros de este género de arañas.
De acuerdo con el Catálogo mundial de arañas, incluye las siguientes especies:
- Stormtropis colima Perafán, Galvis & Pérez-Miles, 2019
- Stormtropis muisca Perafán, Galvis & Pérez-Miles, 2019
- Stormtropis paisa Perafán, Galvis & Pérez-Miles, 2019
- Stormtropis parvum Perafán, Galvis & Pérez-Miles, 2019